# 120112 Elizabethacton
120112 Elizabethacton è un asteroide della fascia principale. Scoperto nel 2003, presenta un'orbita caratterizzata da un semiasse maggiore pari a 2,6926526 UA e da un'eccentricità di 0,1596664, inclinata di 3,81699° rispetto all'eclittica.